# Daniel Edwards

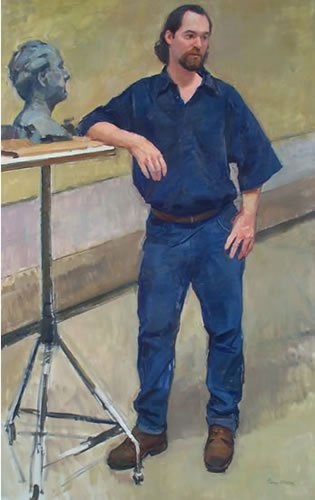
Daniel Edwards (um 2000)

Daniel Edwards (* 1965 in La Porte, Indiana) ist ein US-amerikanischer Bildhauer. Er studierte an der Graduate School of figurative Art der New Yorker Academy of Art.
Seine Skulpturen stellen populäre Personen des Zeitgeschehens dar. Edwards schuf die Martin-Luther-King- und Kennedy-Statuen des Dr. Martin Luther King Jr. Park in Indianapolis, arbeitete für das National Art Museum of Sport und das Kapitol der Stadt sowie für das Kunstmuseum in Las Vegas.
Bekannt wurde er besonders durch die lebensgroße Statue der gebärenden Britney Spears (Monument für das Leben: Die Geburt von Sean Preston) und den Bronzeguss der ersten Exkremente des Kindes von Schauspieler Tom Cruise (Suri’s First Poop). Eine Skulptur, die den nackten Leichnam von Paris Hilton zeigt, soll Jugendlichen in den USA vor den Folgen des Alkoholkonsums während des Abschlussballs warnen.
Edwards ist Preisträger des Bartlebooth Award 2006 der Londoner Wochenzeitung The Art Newspaper.

## Weitere Werke
- Angelina Jolie, zwei Säuglinge stillend (Landmark for Breastfeeding, 2009)
- Prinz Harry, in Uniform tot und von einem Geier angestarrt (Irak War Memorial, 2007)
- Paris Hilton mit Hund Tinkerbell tot nach einem Autounfall (2007)
- Fidel Castros Totenmaske (2006)
- Ted Williams, Skulptur seines kryostatisch konservierten Kopfes (Death Mask, 2004)
- Präsidentenbüste Hillary Clintons (2004)
- Wachsbüste des Gouverneurs von Alabama, George Wallace (1997)